# Mniochloa strephioides
Mniochloa strephioides är en gräsart som först beskrevs av August Heinrich Rudolf Grisebach, och fick sitt nu gällande namn av Mary Agnes Chase. Mniochloa strephioides ingår i släktet Mniochloa och familjen gräs. Inga underarter finns listade i Catalogue of Life.